# Justice League - Crisi sulle Terre infinite
Justice League - Crisi sulle Terre infinite (Justice League: Crisis on Infinite Earths) è un film d'animazione del 2024 diretto da Jeff Wamester.
Il film, uscito direttamente per il mercato home video, fa parte della serie DC Universe Animated Original Movies, nonché il ventiquattresimo, venticinquesimo e ventiseiesimo capitolo del DC Animated Movie Universe (DCAMU) e gli ultimi tre del cosiddetto secondo arco narrativo Tomorrowverse e dell'intera serie di film d'animazione.

## Trama

### Prima parte
Barry Allen sperimenta "viaggi nel tempo" da momenti chiave della sua vita. Uno di questi momenti è una lotta con l'androide Amazo, durante la quale Superman si ferisce e viene portato dal miliardario Bruce Wayne per ricevere assistenza medica. In risposta, Barry suggerisce di formare una squadra con Bruce, Clark Kent, Oliver Queen, la modella Mari McCabe e John Jones, che ora vive sul pianeta Terra come investigatore privato. Amazo appare all'inaugurazione del quartier generale della Justice League, poiché la sua funzione primaria di migliorare la vita umana è stata alterata da Lex Luthor per uccidere chiunque non sia umano. La squadra non può sconfiggere Amazo a causa della sua capacità di assorbire e copiare le loro abilità. Flash visita lo scienziato professor Anthony Ivo, che ha contratto una malattia che lo fa invecchiare rapidamente. Mentre studiava l'assorbimento di energia quantistica con Luthor, Ivo creò Amazo nella speranza di sottrarre abilità metaumane e trovare un modo per prolungare la vita umana. Ivo si sacrifica per togliere potere ad Amazo. Batman deduce che Luthor ha trasmesso la malattia a Ivo per spingerlo a fare esperimenti. Sentendo questo, Amazo si rivolta contro Luthor. Con Luthor arrestato dalla polizia, Amazo restituisce i poteri rubati ai rispettivi eroi prima di spegnersi.
Nel frattempo, Barry viene mandato da un senzatetto sull'universo alternativo noto come Terra-3. Lì, Barry viene catturato dal Sindacato del crimine, tirannici varianti della Justice League, e portato nella loro Sala del Crimine. Usando il suo Lazo della Sottomissione, Superwoman interroga Barry, che conferma l'esistenza del Multiverso. Ciò ispira il Sindacato a progettare un'acquisizione multiversale, essendosi annoiato di governare la loro Terra. Tuttavia, un'onda di antimateria minaccia Terra-3 e, nonostante i tentativi di fermare l'onda, i membri del Sindacato del crimine ne vengono consumati uno alla volta e alla fine distruggono il mondo. La variante di Barry, Johnny Quick, si sacrifica per consentire a Barry di attingere completamente alla Forza della Velocità e fuggire da Terra-3 prima della sua distruzione. Il senzatetto assiste alla distruzione delle Terre parallele come sua punizione e dice che Barry condivide la stessa colpa.
Il giorno del matrimonio di Barry e Iris West, appare Harbinger. Recluta Barry, Oliver, Mari e John Stewart (Lanterna Verde) in una stazione spaziale chiamata Satellite. Vari eroi e persone con super poteri di Terra-1 e di altre terre multiversali sono stati radunati da Harbinger per conto del Monitor, un antico essere del multiverso. Flash si riunisce alla Justice Society di Terra-2, che è vecchia tranne Wonder Woman, il suo amante Superman e un Hawkman reincarnato. Batman incontra Robin e la Cacciatrice di Terra-2, la figlia di Bruce Wayne e di Catwoman di quel mondo. Quando Dawnstar viene portata a bordo, Harbinger si rivela essere Supergirl.
Il Monitor spiega che un'onda di antimateria, che può distruggere interi universi, minaccia il multiverso. Il viaggio nel tempo di Barry ispira il Monitor e il suo consiglio di "pensatori" (composto da Wonder Woman, il Dottor Light di Terra-1, Hawkgirl e Mister Terrific, Blue Beetle e Question di Terra-4 e Aquaman di Terra-146) a creare torri vibrazionali sulle Terre rimanenti che consentiranno loro di attraversare l'onda e sopravvivere. Tuttavia, l'onda si diffonde prima che le torri siano completate.
Barry usa i suoi poteri per rallentare il tempo per lui e Iris, e invecchiano insieme mentre completano la torre di Terra-1 con l'aiuto di Amazo. Dopo aver completato la torre, l'anziana Iris muore. L'anziano Barry torna alla velocità normale e attiva la rete della torre usando un tapis roulant cosmico. L'energia vibrazionale distrugge la sua torre e Amazo, ma fa sì che l'onda attraversi le varie Terre e si dissipi. Appare quindi lo Spettro e afferma che Barry è responsabile della Crisi, ma che spetta alla Forza della Velocità determinare il suo destino. Barry viene quindi rimandato al momento in cui ottiene i suoi poteri e ha un'epifania. Appare come una visione a Batman quando era intrappolato nell'illusione di Warworld, dicendogli di tornare a prima "dell'inizio". Barry quindi scompare mentre muore. Sulla stazione spaziale, Supergirl si rende conto che gli eroi hanno cambiato la storia quando vede i suoi amici della Legione dei Supereroi, tra cui il suo giovane fidanzato Brainiac 5, svanire nel nulla, poiché il 31° secolo non esiste più.

### Seconda parte
Quando il pianeta Krypton fu distrutta, la capsula di salvataggio di Kara Zor-El colpì il satellite del Monitor. Inizialmente riluttante, il Monitor la salvò e la prese con sé, nutrendola e istruendola. Quando divenne chiaro che Kara aveva perso la memoria, decise di non raccontarle il destino del suo mondo natale. Alla fine, Kara scoprì la sua capsula di salvataggio nell'hangar del satellite e venne a conoscenza della fine del suo pianeta. Infuriata con il Monitor per essersi rifiutato di impedire la distruzione di Krypton e averle nascosto la verità, lo spinse a rivelare che suo cugino Kal-El era vivo sulla Terra, spingendola a cercarlo. Il Monitor continuò a osservarla, incluso il suo addestramento con la Legione dei Supereroi. Quando Kara, ora Supergirl, tornò sulla Terra in cerca di Batman e Superman, il Monitor si avvicinò a lei per aiutarlo a impedire all'onda di antimateria di distruggere la realtà. Quindi le donò parte del suo potere, trasformandola in Harbinger e mandandola a radunare tutti i supereroi.
Anni prima, su Terra-2, Psico-Pirata interrogò un decifratore di codici, il Dottor Fate del suo universo. Per far parlare Fate, spiegò il suo background. Credendo che Psico-Pirata avesse un ruolo da svolgere nella Crisi, il Dottor Fate gli diede la capacità di viaggiare tra gli universi. Dopo che il suo piano di usare gli Atlantidei per attaccare gli Stati Uniti sotto lo pseudonimo di Consigliere fallì, usò la sua nuova capacità per lasciare Terra-2 e sfuggire alla cattura da parte di Flash di Terra-1. Viaggiò nel multiverso, tentando e fallendo di conquistare varie Terre, prima di essere reclutato da Harbinger e portato sul Satellite con gli eroi.
È passato del tempo da quando l'onda di antimateria ha colpito la Terra-1 e quella che si pensava fosse un'onda singola si è rivelata essere una serie di onde di antimateria. Molti eroi vengono piazzati nel multiverso per gestire, mantenere e proteggere le torri vibrazionali, mentre il consiglio del Monitor cerca di trovare una soluzione a lungo termine. Per mantenere la calma tra le popolazioni della Terra, usano la tecnologia del Satellite per trasmettere il controllo empatico di Psico-Pirata attraverso i pianeti. Alle prese con lo stress mentale del compito, Psico-Pirata convince il Monitor a dargli un po' del suo potere per renderlo più facile. Poco dopo, Psico-Pirata viene rapito da un essere malvagio e potentissimo che si fa chiamare come l'Anti-Monitor, un'entità cosmica dalla fonte delle onde di antimateria. Gli offre un nuovo mondo più piccolo da controllare in cambio del suo servizio.
Dopo che un'onda di antimateria più debole passa sopra gli universi alternativi, appaiono demoni ombra che attaccano tutte le torri simultaneamente. Superman guida la Justice League per difendere Terra-1, Batman difende Terra-2 con l'aiuto di una Bat-Family multiversale e Wonder Woman combatte su Terra-46, un universo governato dalle Amazzoni. Sebbene scoprano che i demoni ombra sono vulnerabili alla luce intensa, i loro tentativi di combatterli vengono indeboliti da Psico-Pirata, che usa le sue abilità potenziate per aumentare l'odio e le rivalità dei supereroi, facendoli combattere tra loro prima di teletrasportarsi su un'altra realtà parallela. A causa dei demoni ombra e dell'interferenza di Psico-Pirata, non tutte le torri sono online quando la successiva ondata di antimateria colpisce e molti universi vengono cancellati, incluso Terra-46. In mezzo al caos, Supergirl uccide furiosamente il Monitor quando il suo risentimento nei suoi confronti viene esacerbato dai poteri di Psico-Pirata.
Mentre difende Terra-1, John Stewart incontra il senzatetto e lo combatte. Durante il loro combattimento, il senzatetto ricorda la sua identità come lo stregone John Constantine. Mentre arrivano altri demoni ombra, Stewart sovraccarica la batteria della sua Lanterna Verde, usandola come una bomba luminosa per distruggere i demoni ombra che attaccano la torre di Terra-1. In risposta, i demoni ombra si fondono in un'unica figura gigante, rivelando che i demoni ombra erano i tirapiedi dell'Anti-Monitor e hanno una sola mente, il che si dimostra resistente agli attacchi luminosi dei supereroi. Impotenti, guardano con orrore mentre l'Anti-Monitor si prepara a distruggere Terra-1.

### Terza parte
Quando il Monitor morì, rilasciò l'energia cosmica dentro di lui nel Satellite. Ciò diede ai supereroi abbastanza potere per trasportare le Terre sopravvissute e i loro Soli in una dimensione tra gli universi chiamata il "Sanguinamento", impedendo l'annientamento di Terra-1. Otto mesi dopo, Hawkgirl e Superman di Terra-2 recuperano il corpo di Wonder Woman nello spazio, essendo sopravvissuta alla distruzione di Terra-46 grazie alla sua immortalità. Mentre sono al sicuro dall'Anti-Monitor, il Sanguinamento ha leggi fisiche diverse, disastri naturali accadono ogni giorno e gli esseri del passato, del presente e del futuro delle Terre hanno iniziato ad apparire tutti insieme, mettendo a dura prova le loro risorse collettive.
Dopo essere stato esposto al gas della paura del temibile supercriminale Spaventapasseri mentre combatteva i soldati nazisti, Batman ricorda un vecchio che gli disse di tornare indietro a prima "dell'inizio", che ora capisce essere un Flash morente. Il Dottor Fate conferma la teoria di Batman secondo cui la soluzione alla Crisi si trova prima della creazione del multiverso. John Stewart racconta agli altri di Constantine, che affermava di essere di allora. Batman, il Dottor Fate, la Lanterna Verde e Wonder Woman lasciano il Satellite per trovare Constantine. Usando la magia di Fate per ripristinare i ricordi di Constantine, scoprono che la Terra di Constantine è stata devastata da Darkseid. Per ripristinare la sua Terra, Constantine ordinò al Flash della sua Terra di viaggiare indietro nel tempo e uccidere il perfido tiranno di Apokolips quando era vulnerabile da bambino.
Lex Luthor di Terra-10 arriva sul Satellite, rivelando che l'Anti-Monitor ha trovato il Bleed e si è fatto strada all'interno. Dopo che ha distrutto Terra-146 e Terra-2, Question e Lois Lane di Terra-1 deducono che Luthor ha rivelato la posizione del Bleed all'Anti-Monitor in cambio della sopravvivenza di Terra-10. Luthor e il suo team di criminali della Terra hanno correttamente concluso che la vita nel Bleed è insostenibile, quindi hanno catturato Psico-Pirata e lo hanno torturato per contattare l'Anti-Monitor. Il vero obiettivo di Luthor, tuttavia, era di portare l'Anti-Monitor al Bleed in modo che potessero studiarne i punti deboli, ucciderlo e tornare nell'universo normale in sicurezza. Dopo aver sacrificato Terra-AD all'Anti-Monitor per vedere le sue abilità in azione, Luthor suggerisce che il Superman di Terra-1 potrebbe assorbire il potere di tutti i soli della Terra e incanalarlo in un'esplosione abbastanza forte da sconfiggere il malvagio Anti-Monitor. Nonostante sappia che questo atto lo ucciderebbe, Superman accetta solo che Supergirl prenda il suo posto mentre è tormentata dai sensi di colpa per aver ucciso il Monitor. Tornati nell'universo, vengono aiutati da un nuovo Corpo delle Lanterne Verdi e da Martian Manhunter al comando del Warworld, che usa Psico-Pirata per unire tutti gli universi attraverso la speranza. Questa esplosione di energia indebolisce l'Anti-Monitor abbastanza a lungo da permettere al sacrificio di Supergirl di cancellarlo, sebbene la sua morte lasci il cugino rattristato e in lutto.
Mentre i supereroi e i supercriminali si radunano nel Mondo della Guerra, Batman spiega la mano di Constantine nella Crisi e che Darkseid era un punto fisso nell'universo, ma la sua morte ha frantumato l'universo in due metà invece di riparare la sua Terra, creando una realtà con Darkseid e una senza di lui. Il multiverso si è diviso all'infinito su punti di decisione simili da allora, e poiché la realtà non può far fronte a molti universi, l'Anti-Monitor è stato creato come sua risposta immunitaria, uccidendo universi per impedirne il collasso totale. Un esercito dell'Anti-Monitor si avvicina al Satellite e inizia a uccidere tutti gli universi alternativi che sono simili a Terra-508, Terra-12, Terra-2003 e Terra-10.
Constantine suggerisce di fondere il multiverso in un singolo "Monoverso" che la realtà potrebbe gestire e Batgirl suggerisce di usare la Miracle Machine, che Supergirl aveva nascosto in una dimensione tascabile prima di morire. Dopo che Nightshade teletrasporta la Miracle Machine a Warworld, Wonder Woman si sacrifica per fornire abbastanza energia per ricaricare la macchina e creare il Monoverso. Osservati dallo Spettro, i supereroi e i supercriminali riuniti camminano nel loro nuovo universo tranne Question, che rifiuta la "falsa realtà" per principio, e Psico-Pirata, la cui mente è stata fritta per alimentare Warworld, rendendolo comatoso. Sebbene Constantine si prepari alla punizione dello Spettro per aver posto fine al multiverso, quest'ultimo gli offre "speranza" invece di "giustizia". Mentre lo Spettro se ne va, Constantine considera di entrare nel Monoverso, solo per poi rifiutare e seguire lo Spettro verso un destino sconosciuto mentre il multiverso viene infine distrutto. Nel Monoverso, una giovane principessa Diana di Themyscira gioca su una scogliera. Sua madre Ippolita la esorta ad allontanarsi, perché anche le principesse non sono immortali.

## Doppiaggio
| Personaggio                                                                         | Doppiatore originale         |                              |                              |                              |                              |                              |                              |
| Introdotti nella prima parte                                                        | Introdotti nella prima parte | Introdotti nella prima parte | Introdotti nella prima parte | Introdotti nella prima parte | Introdotti nella prima parte | Introdotti nella prima parte | Introdotti nella prima parte |
| ----------------------------------------------------------------------------------- | ---------------------------- | ---------------------------- | ---------------------------- | ---------------------------- | ---------------------------- | ---------------------------- | ---------------------------- |
| Kal-El / Clark Kent / Superman, Kal-L / Clark Kent / Superman di Terra-2            | Darren Criss                 |                              |                              |                              |                              |                              |                              |
| Bruce Wayne / Batman                                                                | Jensen Ackles                |                              |                              |                              |                              |                              |                              |
| Wonder Woman di Terra-2, Superwoman                                                 | Stana Katic                  |                              |                              |                              |                              |                              |                              |
| Barry Allen / Flash                                                                 | Matt Bomer                   |                              |                              |                              |                              |                              |                              |
| Kara Zor-El / Supergirl / Harbinger                                                 | Meg Donnelly                 |                              |                              |                              |                              |                              |                              |
| Oliver Queen / Freccia Verde                                                        | Jimmi Simpson                |                              |                              |                              |                              |                              |                              |
| Lex Luthor                                                                          | Zachary Quinto               |                              |                              |                              |                              |                              |                              |
| Monitor                                                                             | Jonathan Adams               |                              |                              |                              |                              |                              |                              |
| J'onn J'onzz / John Jones / Martian Manhunter, Amazing-Man, Profeesor Anthony Ivo   | Ike Amadi                    |                              |                              |                              |                              |                              |                              |
| Psico-Pirata di Terra-2, Hawkman                                                    | Geoffrey Arend               |                              |                              |                              |                              |                              |                              |
| Dick Grayson, Dick Grayson / Robin di Terra-2                                       | Zach Callison                |                              |                              |                              |                              |                              |                              |
| Lois Lane                                                                           | Alexandra Daddario           |                              |                              |                              |                              |                              |                              |
| Alfred Pennyworth                                                                   | Alastair Duncan              |                              |                              |                              |                              |                              |                              |
| Ted Kord / Blue Beetle di Terra-4, Ultraman                                         | Matt Lanter                  |                              |                              |                              |                              |                              |                              |
| Michael Holt / Mister Terrific                                                      | Ato Essandoh                 |                              |                              |                              |                              |                              |                              |
| Dawnstar                                                                            | Cynthia Hamidi               |                              |                              |                              |                              |                              |                              |
| John Stewart / Lanterna Verde, Power Ring                                           | Aldis Hodge                  |                              |                              |                              |                              |                              |                              |
| Kimiyo Hoshi / Dottor Light, Helena Wayne / Cacciatrice di Terra-2                  | Erika Ishii                  |                              |                              |                              |                              |                              |                              |
| Vic Sage / Question                                                                 | David Kaye                   |                              |                              |                              |                              |                              |                              |
| Iris West                                                                           | Ashleigh LaThrop             |                              |                              |                              |                              |                              |                              |
| Arthur Curry / Aquaman di Terra-146, Johnny Quick                                   | Liam McIntyre                |                              |                              |                              |                              |                              |                              |
| Hal Jordan / Lanterna Verde, Amazo, John Constantine / Pariah                       | Nolan North                  |                              |                              |                              |                              |                              |                              |
| Spettro, Owlman                                                                     | Lou Diamond Phillips         |                              |                              |                              |                              |                              |                              |
| Mari McCabe / Vixen                                                                 | Keesha Sharp                 |                              |                              |                              |                              |                              |                              |
| Querl Dox / Brainiac 5                                                              | Harry Shum Jr.               |                              |                              |                              |                              |                              |                              |
| Introdotti nella seconda parte                                                      |                              |                              |                              |                              |                              |                              |                              |
| Anti-Monitor                                                                        | Ato Essandoh                 |                              |                              |                              |                              |                              |                              |
| Barbara Gordon / Batgirl                                                            | Gideon Adlon                 |                              |                              |                              |                              |                              |                              |
| Terry McGinnis / Batman del Futuro, Kamandi                                         | Will Friedle                 |                              |                              |                              |                              |                              |                              |
| Damian Wayne                                                                        | Zach Callison                |                              |                              |                              |                              |                              |                              |
| Joker                                                                               | Troy Baker                   |                              |                              |                              |                              |                              |                              |
| Solovar                                                                             | Darin De Paul                |                              |                              |                              |                              |                              |                              |
| Kent Nelson / Dottor Fate di Terra-2, Cavaliere Atomico                             | Keith Ferguson               |                              |                              |                              |                              |                              |                              |
| Alura, Ippolita di Terra-43                                                         | Jennifer Hale                |                              |                              |                              |                              |                              |                              |
| Shayera Hol / Hawkgirl                                                              | Jamie Gray Hyder             |                              |                              |                              |                              |                              |                              |
| John Constantine                                                                    | Matt Ryan                    |                              |                              |                              |                              |                              |                              |
| Introdotti nella terza parte                                                        |                              |                              |                              |                              |                              |                              |                              |
| Bruce Wayne / Batman di Terra-12                                                    | Kevin Conroy                 |                              |                              |                              |                              |                              |                              |
| Joker di Terra-12                                                                   | Mark Hamill                  |                              |                              |                              |                              |                              |                              |
| Nightshade di Terra-4, Mera di Terra-146                                            | Ashly Burch                  |                              |                              |                              |                              |                              |                              |
| Adam Strange, Sidewinder                                                            | Brian Bloom                  |                              |                              |                              |                              |                              |                              |
| Bat Lash, Nathaniel Adam / Capitan Atom di Terra-4                                  | Brett Dalton                 |                              |                              |                              |                              |                              |                              |
| Lobo                                                                                | John DiMaggio                |                              |                              |                              |                              |                              |                              |
| Razer                                                                               | Jason Spisak                 |                              |                              |                              |                              |                              |                              |
| Aya                                                                                 | Jennifer Hale                |                              |                              |                              |                              |                              |                              |
| Harvey Dent / Due Facce                                                             | Keith Ferguson               |                              |                              |                              |                              |                              |                              |
| Beth Chapel, Cheetah                                                                | Cynthia Kaye McWilliams      |                              |                              |                              |                              |                              |                              |
| Dinah Drake / Black Canary di Terra-2, Dinah Laurel Lance / Black Canary di Terra-2 | Elysia Rotaru                |                              |                              |                              |                              |                              |                              |
| Pamela Isley / Poison Ivy                                                           | Katee Sackhoff               |                              |                              |                              |                              |                              |                              |
| Lex Luthor di Terra-10                                                              | Corey Stoll                  |                              |                              |                              |                              |                              |                              |
| Jay Garrick / Flash di Terra-2                                                      | Armen Taylor                 |                              |                              |                              |                              |                              |                              |
| Capitan William Storm                                                               | Dean Winters                 |                              |                              |                              |                              |                              |                              |